# Parranda
Parranda és una pel·lícula dramàtica espanyola dirigida el 1977 per Gonzalo Suárez amb un guió basat en la novel·la A esmorga de l'escriptor gallec Eduardo Blanco Amor. Fou rodada a Llanes. Es va estrenar en gallec TVG l'1 de desembre de 2009.

## Sinopsi
Astúries, 1934. Cibrán és un treballador dels alts forns asturians que ha estat detingut a la caserna de la guàrdia civil a causa d'uns estralls. Cibrán intenta iniciar una nova vida amb la seva amant, a la que ha retirat de la prostitució, i el seu fill, començant a treballar als Alts Forns. Tot va començar quan es troba amb dos amics seus antics minaires, Bocas, un dròpol alcohòlic i buscaraons, i Milhombres, de tendències homosexuals, i se'l duen de gresca l'endemà d'haver començat a treballar. La cosa es complica i en 24 hores es va convertir en un deliri de violència, sexe i alcohol.

## Repartiment
- José Luis Gómez... Bocas
- José Sacristán... Cibrán
- Antonio Ferrandis... Milhombres
- Fernando Fernán Gómez... Escrivà
- Charo López... 	Rajada
- Queta Claver... 	Monfortina
- Isabel Mestres... Sra. de Andrada
- Marilina Ross... Socorrito
- Fernando Hilbeck... Sr. de Andrada
- Luis Ciges... Home taverna
- Marisa Porcel... Matildona

## Premis
José Sacristán va guanyar el Premi Sant Jordi al Millor Actor espanyol (Millor Actor Espanyol) en 1979.